# Liste des forces armées kurdes
Cet article référence les différents groupes armés kurdes actifs au Moyen-Orient, principalement dans le Kurdistan Irakien, Syrien (Rojava), Iranien et Turc.

## Liste des groupes armés
| Drapeau | Nom                                                                            | Création | Effectifs       | Description |
| ------- | ------------------------------------------------------------------------------ | -------- | --------------- | --- |
|         | Peshmergas (Le drapeau du Kurdistan est utilisé comme emblème des Peshmergas.) | 1920     | 410 000         | Le gouvernement régional kurde dispose d'une force armée connue sous le nom de Gardes régionaux kurdes ou Kurdish Regional Guards, aussi appelés Peshmerga. Ils sont plus de 410 000 actifs[réf. nécessaire] dont, selon une estimation de décembre 2023, 145 000 combattent à cette date l'État islamique, généralement armés de AKMS, M4A1 et Zastava M92 (en). Ils reçoivent, entre autres donations, de l'équipement dont de l'armement léger et antichar (dont des fusils HK G3 et HK G36, missiles Milan, canons de 20 mm) et une formation militaire de plusieurs pays européens depuis 2014,. |
| PKK     | Force de défense du peuple HPG                                                 | 2000     | 15 000 (2022)   | Implanté en Turquie, le PKK (Parti des travailleurs du Kurdistan) est considéré comme étant une organisation terroriste par de nombreuses instances, dont le Conseil de l'Europe. Leurs effectifs étaient estimés à 5000 en 2013 |
| YPG     | Unités de protection du peuple YPG                                             | 2011     | 75 000 à 90 000 | Initialement nommés « Unités de défense populaire », les YPG sont considérés comme proches du PKK. Il s'agit de milices opérant en Syrie. Leur nombre est estimé à 50 000. Selon une estimation française, en décembre 2015, 7 à 8 000 combattent l'État islamique. Connaissant de nombreux succès face aux terroristes, ils ont libéré une grande partie du Kurdistan syrien depuis le retrait de l'armée syrienne dans cette zone. Ils sont les forces armées qui protègent les droits et libertés au Kurdistan syrien.                                                                             |
| YPG     | Parti pour une vie libre au Kurdistan PJAK                                     | 2004     | Inconnus        | Le PJAK (Parti pour une vie libre au Kurdistan) est une organisation politique et armée qui lutte contre le régime iranien. |
| YPG     | Unités de protection de la femme YPJ                                           | 2004     | 30 000          | Les Unités de protection de la femme ou Unités de défense de la femme est une organisation militaire kurde composée exclusivement de femmes mise en place en 2013 à titre de brigade féminine des milices des Unités de protection du peuple (Yekîneyên Parastina Gel, YPG) et est devenue indépendante en 2016. |